# Hoh & Hahne
Hoh & Hahne war ein 1899 von August Hermann Hoh und Friedrich Hahne in Leipzig gegründeter Hersteller von Bedarfsartikeln für die Fotografie sowie später auch von Hohlux Reproduktions-Apparaten für den Lichtsatz und Lichtdruck. Nach wechselhafter Geschichte wurde das Unternehmen als Hoh & Hahne Hohlux GmbH (Offenbach am Main) als Tochtergesellschaft der H. Berthold AG 1993 liquidiert. Das ursprüngliche Werk in Leipzig-Leutzsch wurde als Omega Werke des VEB Polygraph Reprotechnik im Jahr 1990 stillgelegt.

## Geschichte

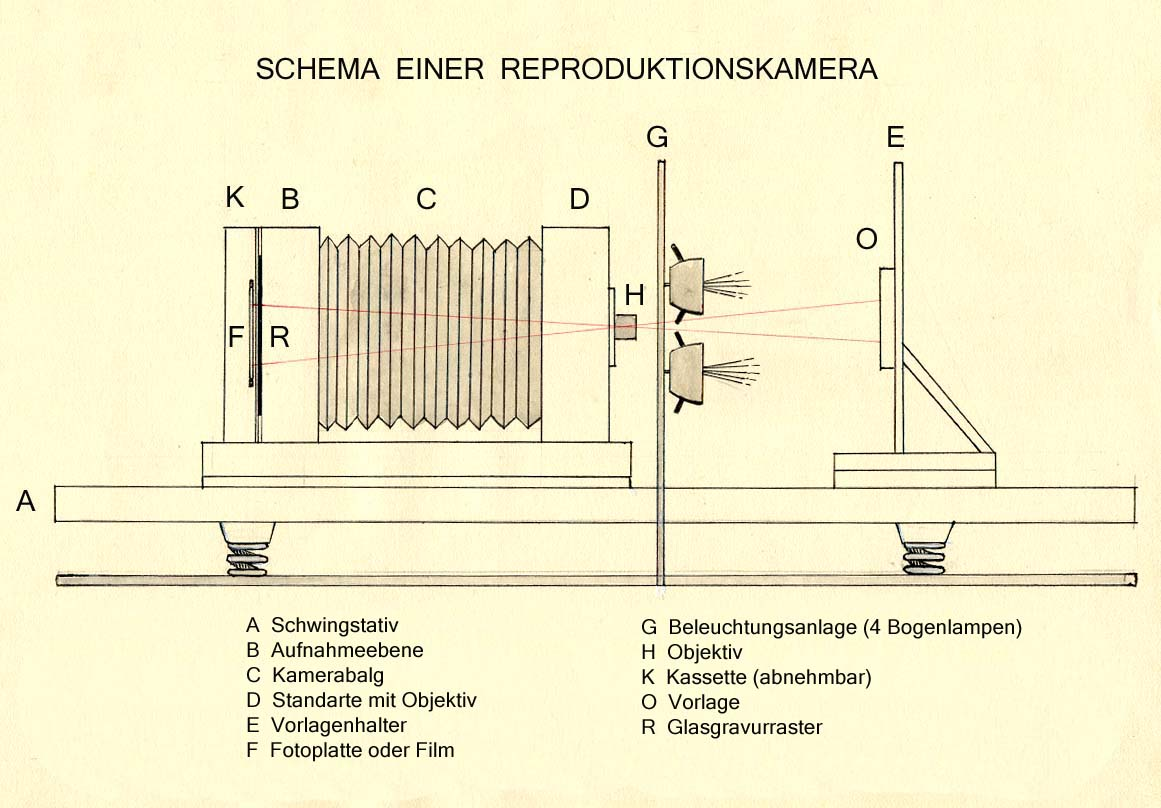
Reprokamera

1899 gründeten August Hermann Hoh und Friedrich Hahne in Leipzig ihre eigene Firma zur Produktion von Repro- und Plattenkameras sowie Lux-Trockenplatten. Ab 1926 produzierte das Unternehmen unter der Marke Hohlux Reproduktions-Apparate wie beispielsweise Punktlichtkopierbogenlampen für den Lichtdruck. 1941 wandelte sich das Unternehmen in eine KG um. Was genau im Zweiten Weltkrieg produziert wurde, ist nicht bekannt. Zu den Kunden gehörten aber wohl die Junkers Flugzeugwerke. Auch wird Hoh & Hahne im Verzeichnis der NS-Zwangsarbeiterlager und -Gemeinschaftsunterkünfte genannt.
Nach dem Zweiten Weltkrieg wurden Teile des Werkes von der Sowjetischen Besatzungsmacht als Reparationsleistung demontiert und der Rest mit Gründung der DDR enteignet.
1962 wurde das Unternehmen aus dem DDR-Handelsregister gelöscht und mitsamt seinem architektonisch bedeutenden Fabrikgebäude als Omega Werke in den VEB Polygraph Reprotechnik überführt, wo in den Folgejahren erfolgreich Druckmaschinen produziert wurden. Nach der Wende im Jahr 1990 wurde der VEB Polygraph in eine GmbH umgewandelt und das Werk der ehemaligen Photographischen Fabrik Hoh & Hahne in Leipzig-Leutzsch stillgelegt.

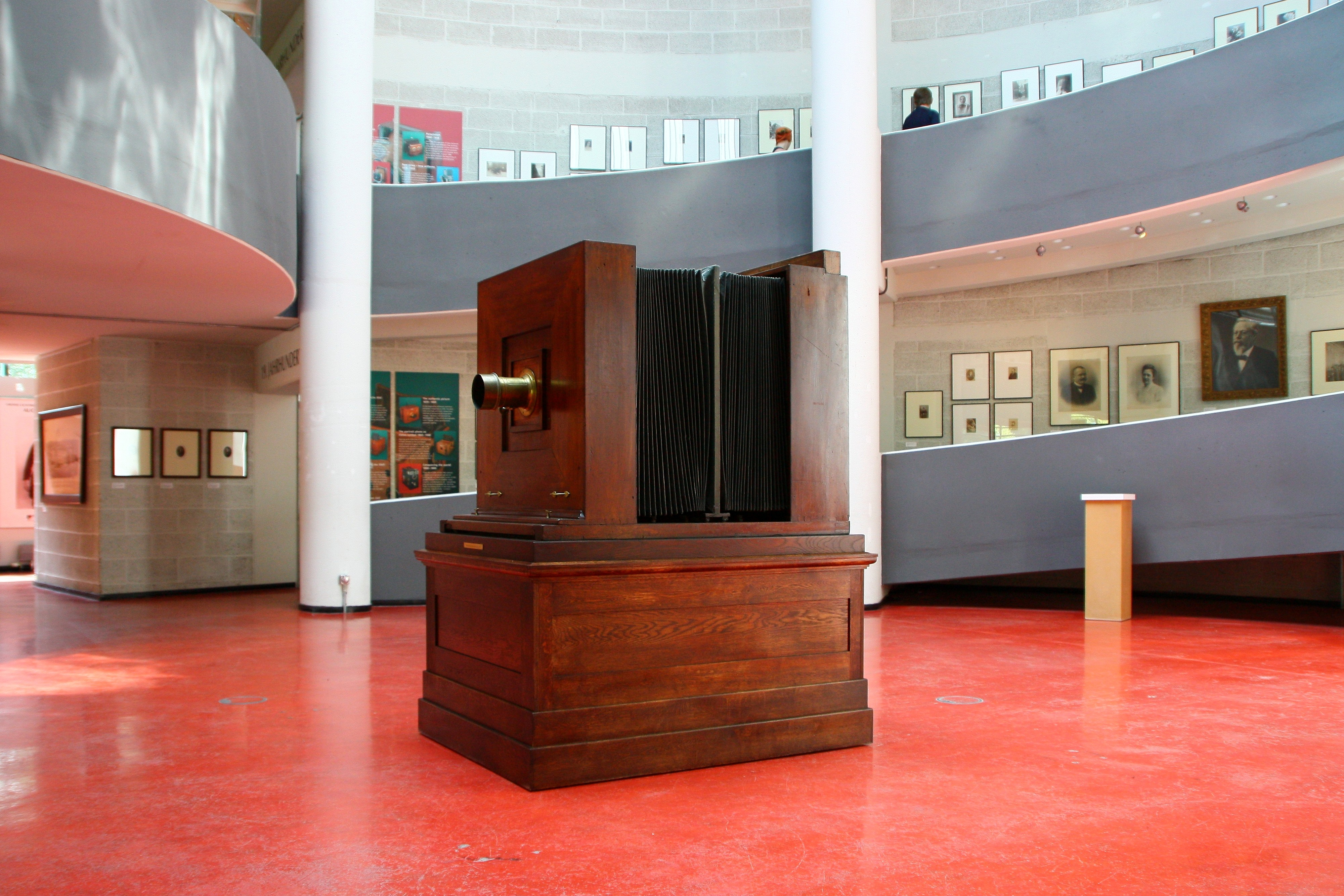
Reprokamera von Hoh & Hahne von 1895 im Deutschen Fotomuseum

Teile der ehemalige Belegschaft der Leipziger Fabrik führten die Produktion ab 1951 in Offenbach am Main als Hoh & Hahne Hohlux GmbH, eine Tochtergesellschaft der mitbegründenden H. Berthold Messinglinienfabrik und Schriftgießerei AG, Berlin-Stuttgart fort. Auch durch die zunehmende Digitalisierung im Grafikgewerbe (Reproduktionstechnik) meldete die Berthold AG 1993 Konkurs an und wurde mit Beschluss des Berliner Konkursgerichtes liquidiert.
Heute sind Geräte von Hoh & Hahne in Museen wie dem Deutschen Fotomuseum, dem Deutschen Kameramuseum, dem Lippischen Kameramuseum sowie im Freilichtmuseum Hessenpark ausgestellt. Firmenschriften finden sich in den Archiven des Deutschen Museums sowie im Katalog der Deutschen Nationalbibliothek. Reste des Firmenarchivs bilden den Bestand 20787 Hoh & Hahne, Reproduktionstechnik, Leipzig im Sächsischen Staatsarchiv, Staatsarchiv Leipzig.

## Fabrikgebäude
1929 übernahm das Unternehmen das 1910 errichtete Fabrikgebäude auf dem heutigen Grundstück Georg-Schwarz-Straße 185 in Leipzig-Leutzsch. Das denkmalgeschützte Gebäude verfiel nach der Wende zu einer viel dokumentierten Bauruine und war 2012 als 5-geschossiges, denkmalgeschütztes Industriegebäude im Rohbauzustand zur Zwangsversteigerung ausgeschrieben.

## Patente
- Patent  DE1729951U: Vorrichtung zur Herstellung von Rasterbild-Negativen. Angemeldet am 22. Dezember 1955, veröffentlicht am 13. September 1956.‌
- Patent  DE1141803B: Vorrichtung zur Einstellung optischer Geräte. Angemeldet am 2. Dezember 1960, veröffentlicht am 27. Dezember 1962.‌
- Patent  DE1185050B: Rasterhalterung für Reproduktionskameras. Angemeldet am 21. Februar 1964, veröffentlicht am 7. Januar 1965.‌
- Patent  DE2254718A: Densitometer. Angemeldet am 9. November 1972, veröffentlicht am 30. Mai 1974.‌
- Patent  DE1023665B: Kamera mit zwangläufiger, durch eine Brueckenschaltung elektrisch gesteuerter Scharfeinstellung. Angemeldet am 7. September 1953, veröffentlicht am 30. Januar 1958.‌
- Patent  DE1120865B: Kamera mit elektrisch gesteuerter Scharfeinstellung. Angemeldet am 4. November 1957, veröffentlicht am 28. Dezember 1961.‌